# Michael Borgqvist
Michael Vitalis Borgqvist, född 17 december 1967 i Högalids församling, är en fotbollstränare som sedan början av september 2010 är utan tränaruppdrag sedan han lämnade Hammarby. Borgqvist är en av få som har representerat alla de tre stora Stockholmsklubbarna.
Borgqvist hann med att spela i ett antal fotbollsklubbar i Stockholm och i städer i närheten. Borgqvist debuterade i Allsvenskan i april 1991 och hann med över 100 allsvenska matcher totalt med 91 i AIK och 22 i Djurgården.
Efter spelarkarriären inledde Borgqvist en tränarkarriär i klubben han avslutade spelarkarriären i; Enköpings SK. Därefter fortsatte tränarkarriären med Assyriska FF.
I december 2009 skrev Borgqvist tillsammans med Jesper Blomqvist på ett tvåårskontrakt som huvudtränare för Hammarby.
I början av september 2010 valde Borgqvist att lämna Hammarby trots drygt ett helt år kvar på kontraktet – orsaken uppgavs enligt klubben vara hot från okända personer.

## Meriter
- SM-guld 1992 (med AIK)

Tränarkarriär
- Enköpings SK (2005–2006)
- Assyriska FF (2008)
- Hammarby IF (2010)

### Webbkällor
- Michael Borgqvist på Svenska Fotbollförbundets webbplats
- Spelarinfo hos AIK
- Borgqvist klar för Hammarby
- "Michael Borgqvist och Jesper Blomqvist Bajens nya tränare" (8 december 2009)
- Borgqvist lämnar Hammarby (6 september 2010)